# Bjarni gullbrárskáld
Bjarni gullbrárskáld Hallbjarnarson (su apodo en nórdico antiguo significa «escaldo de las cejas de oro») fue un vikingo y escaldo de Laxardal, Islandia en el siglo X. Aparece listado en Skáldatal, donde se menciona que era un poeta al servicio de la corte de jarl noruego Kalv Arnesson. Han sobrevivido ocho estrofas de su Kálfsflokkr.
Kálfsflokkr se compuso hacia 1050 o 1051 y trata sobre la vida del jarl sobre todo evocando su participación en el campamento del rey Olaf II el Santo previa la batalla contra Erling Skjalgsson. (1-2) Luego relata cómo, después que Olaf había huido del país, fue a Inglaterra y se puso al servicio de Sveinn Knútsson que reclamaba el trono de Noruega. (3-4) Kalv en consecuencia participó en la batalla de Stiklestad, donde murió el rey Olaf. (5) Sin embargo, descontentos con la dominación danesa, se posicionó con los nobles noruegos que trajeron desde su exilio a Magnus I de Noruega, hijo de Olaf. (6) Pero está enojado con el rey (7). Luego viajó a las Orcadas, visitando a su cuñado el jarl Thorfinn Sigurdsson y tomó parte a su lado en una batalla contra Rögnvald Brusason, apoyada por Magnus. (8)
Bjarni puede ser uno de los personajes de Þorgríms þáttr Hallasonar que trata del islandés Þorgrímr Hallason, que pertenecía al hird del rey Olaf, y los hermanos Bjarni y Þórðr. 